# Aan de Zweth
Aan de Zweth is een restaurant in de Nederlandse buurtschap Zweth. Het restaurant opende in 2015 onder leiding van chef-kok Joris Peters en is in 2016 onderscheiden met één Michelinster.

## Locatie
Restaurant Aan de Zweth is gelegen tussen Rotterdam en Delft, in de buurtschap Zweth. Het gebouw waar de eetgelegenheid in is gevestigd stamt uit 1685. In die tijd was er veel bedrijvigheid rondom de voormalige herberg. Er waren onder meer een bierbrouwerij, een graanpakhuis en een olieperserij te vinden. Na de Tweede Wereldoorlog kwam het gebouw in handen van de familie Wiltschut. Onder hun leiding kreeg het een eerste horecafunctie als Café Zwethheul.

## Geschiedenis

### De Zwethheul
In de jaren 80 transformeerde Cees Wiltschut de zaak naar een luxe restaurant De Zwethheul. In de daarop volgende periode wordt het restaurant verschillende keren onderscheiden met één en later twee Michelinsterren. In chronologische volgorde stonden chef-koks Niek Welschen, Fred Mustert, Erik van Loo en als laatste Mario Ridder aan het hoofd van de keuken.

### Tijdperk Peters
De Zwethheul sloot op 8 januari 2015 de deuren, Mario Ridder vertrok met zijn hele team naar de Rotterdamse vestiging van het Hiltonhotel om daar restaurant Joelia te openen. Hij verkocht de zaak aan chef-kok Joris en gastvrouw Anjeta Peters. Zij hebben samen restaurant Aan de Zweth geopend. Joris Peters begon zijn carrière in de keuken van Wolfslaar in Breda. Later werkte hij als souschef bij De Librije en Inter Scaldes.
Een jaar na de opening van Aan de Zweth werd het restaurant onderscheiden met een Michelinster. De eetgelegenheid werd in 2025 onderscheiden met 16,5 van de 20 punten in de GaultMillau. Aan de Zweth staat ook in de top 100 van beste restaurants van Nederland van de gids Lekker. In 2018 kwamen ze binnen op plaats 78, in 2023 stond de zaak op plaats 51 en in 2024 op plek 45.
In november 2023 maakte chef Joris Peters bekend dat het restaurant te koop staat. Tot er een opvolger is gevonden, blijft Aan de Zweth geopend.